# En carne viva (película de 2003)
En carne viva es una película drama protagonizado por Meg Ryan y Mark Ruffalo. Dirigido por Jane Campion. Estrenado el 22 de octubre de 2003 en Estados Unidos y el 30 de enero de 2004 en España.

## Argumento
Frannie Avery (Meg Ryan), profesora de escritura creativa, vive sola en Nueva York. Inteligente y reservada, ha conseguido mantenerse al margen de los aspectos más ásperos de la ciudad, dedicándose a investigar sobre el lenguaje de la calle y la novela policíaca. Pero todo esto cambia una noche, cuando Frannie sorprende sin querer un momento de intimidad entre un hombre y una mujer. La carga erótica de la situación la paraliza de golpe, y aunque no llega a ver el rostro del hombre, no olvidará el tatuaje de su muñeca ni el descaro de su mirada. Al poco tiempo, Frannie se entera, por boca de un policía que insiste en interrogarla, de un oscuro crimen cometido cerca de su apartamento. El detective Malloy (Mark Ruffalo), un hombre seductor y que a Frannie le resulta extrañamente familiar, cree que ella puede saber algo. Malloy desconcierta a Frannie desde el primer momento, y aunque ella intenta mantener las distancias, lo cierto es que se siente atraída por él.

## Reparto
- Meg Ryan como Frances "Frannie" Avery.
- Mark Ruffalo como el detective Giovanni Malloy.
- Jennifer Jason Leigh como Pauline.
- Nick Damici como el detective Richard Rodriguez.
- Sharieff Pugh como Cornelius Webb.
- Heather Litteer como Angela Sands.
- Kevin Bacon como John Graham.

## Recepción crítica y comercial
Según la página de Internet Rotten Tomatoes obtuvo un 33% de comentarios positivos, llegando a la siguiente conclusión: "Ryan está muy bien en su papel, pero el thriller de Jane Campion está lejos de ser emocionante."
Según la página de Internet Metacritic obtuvo críticas mixtas, con un 46%, basado en 38 comentarios de los cuales 10 son positivos.
Recaudó casi 5 millones de dólares en Estados Unidos. Sumando las recaudaciones internacionales la cifra asciende a 23 millones.

## DVD
En carne viva salió a la venta el 1 de junio de 2004 en España. El disco contiene menús interactivos, acceso directo a escenas, tráileres, tráiler de cine, comentarios del director y del productor y cómo se hizo En Carne Viva.